# Thế vận hội Mùa đông 1976
Thế vận hội Mùa đông 1976, hay Thế vận hội Mùa đông XII, được tổ chức từ 4 tháng 2 đến 15 tháng 2 năm 1976 tại Innsbruck (Áo). Đây là lần thứ hai, thành phố Innsbruck đăng cai tổ chức Thế vận hội Mùa đông, lần trước vào năm 1964. Tất cả có 37 quốc gia tham dự.

## Các quốc gia tham dự
| - Andorra - Argentina - Úc - Áo - Bỉ - Bulgaria - Canada - Chile - Trung Hoa Dân Quốc - Tiệp Khắc - Phần Lan - Pháp - Đông Đức |  | - Tây Đức - Anh Quốc - Hy Lạp - Hungary - Iceland - Iran - Ý - Nhật Bản - Hàn Quốc - Liban - Liechtenstein - Hà Lan |  | - New Zealand - Na Uy - Ba Lan - România - San Marino - Liên Xô - Tây Ban Nha - Thụy Điển - Thụy Sĩ - Thổ Nhĩ Kỳ - Hoa Kỳ - Nam Tư |

## Môn thi đấu
| - Trượt tuyết Alpine - Biathlon - Xe trượt băng (bobsleigh) - Trượt tuyết việt dã (cross-country skiing) - Trượt băng nghệ thuật (figure skating) | - Khúc côn cầu (hockey) - Luge - Trượt tuyết Nordic - Nhảy ski - Trượt băng (speed skating) |

## Bảng tổng sắp huy chương
| 1  | Liên Xô (URS)  | 13 | 6 | 8 | 27 |
| 2  | Đông Đức (GDR) | 7  | 5 | 7 | 19 |
| 3  | Hoa Kỳ (USA)   | 3  | 3 | 4 | 10 |
| 4  | Na Uy (NOR)    | 3  | 3 | 1 | 7  |
| 5  | Tây Đức (FRG)  | 2  | 5 | 3 | 10 |
| 6  | Phần Lan (FIN) | 2  | 4 | 1 | 7  |
| 7  | Áo (AUT)       | 2  | 2 | 2 | 6  |
| 8  | Thụy Sĩ (SUI)  | 1  | 3 | 1 | 5  |
| 9  | Hà Lan (NED)   | 1  | 2 | 3 | 6  |
| 10 | Ý (ITA)        | 1  | 2 | 1 | 4  |